# Karen Mantler
Karen Mantler (New York, 1966) is een Amerikaanse jazzmusicus.
Ze is de dochter van twee andere jazzmusici: haar vader is trompettist Michael Mantler, haar moeder jazzmusicus Carla Bley. Karen Mantler reisde tijdens haar jeugd de hele wereld over tijdens de concertreizen van haar ouders. Ze is al op zeer jeugdige leeftijd te horen op het album Escalator over de hill, een langdurig project van haar ouders. Ze leerde al snel glockenspiel te bespelen en maakte van 1977 tot 1980 deel uit van de Carla Bley Band. Ze studeerde piano en orgel aan het Berklee College of Music. Ze keerde terug naar New York en vormde rond 1987 samen met Eric Mingus, Jonathan Sanborn, Jonathan Sanborn, Steve Weisberg, Ethan Winogrand, Marc Muller, Steven Bernstein en Pablo Calogero een soort bigband. Toen verscheen een eerste album op haar naam: My cat Arnold. Er volgden concertreizen waarbij ze onder meer optrad tijdens het Festival International de Jazz de Montréal. Via haar moeder kwam ze ook in contact met musici als Steve Swallow (bassist bij Carla Bley), Motohiko Hino en Jack Bruce, bekend van Cream maar tevens af en toe zanger bij Carla Bley. In die periode speelde ze ook weer in de (bag)band van haar moeder, musiceerde in uitvoeringen van Escalator over the hill. In 1996 trad ze op in The school of understanding, een opera van haar vader. Ze zou daarna onregelmatig op podia en albums verschijnen, maar ontwierp wel de platenhoezen voor XtraWatt een platenlabel gelieerd aan dat van haar moeder. In 2001 was ze te beluisteren tijdens het Meltdown Festival in de Royal Albert Hall in Londen, georganiseerd door Robert Wyatt (ooit van Soft Machine), maar ook regelmatig te vinden in muziekuitingen van Carla Bley.

## Discografie
- 1988: My cat Arnold
- 1990: Karen Mantler and het cat Arnold get the flu
- 1996: Farewell
- 1999: Karen Mantler's pet project
- 2014: Business is bad

- Bibsys: 7055898
- Bibliothèque nationale de France: cb139414218 (data)
- CiNii: DA16582845
- Gemeinsame Normdatei: 134665309
- International Standard Name Identifier: 0000 0001 1949 0589
- Library of Congress Control Number: no2001033826
- MusicBrainz: df5d32e6-4339-48be-850b-aca0babff553
- Nationale Bibliotheek van Tsjechië: xx0193970
- Réseau des bibliothèques de Suisse occidentale: 02-A006275804
- Système universitaire de documentation: 25128915X
- Virtual International Authority File: 42030253
- WorldCat: E39PBJfrKjMQYmKQXrbTP7F9Xd